# What would Jesus do?

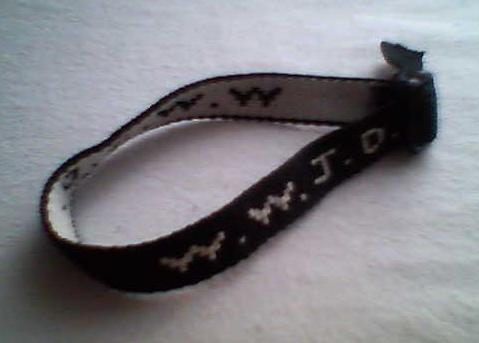
Un bracelet WWJD

What would Jesus do? (soit « Que ferait Jésus ? » en anglais), qu'on retrouve souvent abrégé sous la forme WWJD est une formule qui a trouvé une certaine popularité aux États-Unis dans les années 1990 comme mot d'ordre chez les chrétiens évangéliques américains. Il s'agissait pour ces derniers d'affirmer l'impératif moral consistant à se conduire d'une manière qui montrât l'amour de Jésus via leurs actions.

## Historique
Le concept est basé sur l’Épître aux Galates chapitre 2 verset 20, où Paul de Tarse dit que le Christ vit dans les chrétiens et a été développée avec la doctrine de l’Imitatio Christi (imitation du Christ) par Augustin d'Hippone en 400.
En 1896, Charles Sheldon a publié In His Steps, sous-titré "What would Jesus do?". Cet ouvrage est une compilation de sermons prononcé au sein de sa congrégation de Topeka et dont la teneur est très nettement orientée vers le socialisme chrétien: l'ethos de l'approche sheldonienne de la vie chrétienne est d'ailleurs exprimé dans ce sous-titre, Jésus constituant un exemple moral à suivre en plus de son rôle de Sauveur  Publié en 21 langues dans le courant des années 1930, le roman parle d'un pasteur, Henry Maxwell, et de sa rencontre avec un sans-domicile fixe qui l'abjure de suivre fidèlement les traces du Christ. Le SDF manifeste également son incompréhension du fait que tant de chrétiens ignorent les pauvres. 
En 1989, Janie Tinklenberg, une dirigeante d'un groupe de jeunes à l'église réformée du Calvaire à Holland (Michigan) après une étude du livre In His Steps de Charles Sheldon, a commencé la production de bracelets avec les initiales WWJD. Par la suite, ces derniers ont été proposés à la vente dans des magasins et ont connu une certaine popularité auprès des chrétiens.